# ATP Pörtschach 2006
L'ATP Pörtschach 2006, noto come Hypo Group Tennis International 2006 per motivi di sponsorizzazione, è stato un torneo professionistico maschile di tennis giocato sulla terra rossa. È stata la 26ª edizione del torneo, la diciassettesima inserita nell'ATP Tour, faceva parte della categoria International Series e si è svolta nell'ambito dell'ATP Tour 2006. Si è giocato dal 22 al 28 maggio 2006 alla Werzer Arena di Pörtschach am Wörther See, in Austria.
È stata la prima edizione di questo torneo giocata a Pörtschach, le prime nove edizioni si erano svolte a Bari, le tre iniziali facevano parte delle Challenger Series e le sei successive erano state poste sotto l'egida del Grand Prix. Il torneo era quindi stato trasferito per quattro edizioni a Genova, dove per la prima volta è stato inserito nell'ATP Tour. Prima di approdare a Pörtschach, il torneo era stato quindi spostato nell'altra città austriaca di Sankt Pölten, dove si sono giocate 12 edizioni.

## Campioni

### Singolare
Nikolaj Davydenko ha battuto in finale  Andrei Pavel, 6-3, 6-0

### Doppio
Paul Hanley /  Jim Thomas hanno battuto in finale  Oliver Marach /  Cyril Suk, 6-3, 4-6, [10-5]